# فرانتس كوشينا
فرانتس كوشينا (بالألمانية: Franz Koschina)‏ (مواليد 2 أبريل 1939) هو ملاكم نمساوي، مثّل بلاده في الألعاب الأولمبية الصيفية 1960.

## روابط خارجية
فرانتس كوشينا على موقع أوليمبيديا (الإنجليزية)